# 657
Раннє Середньовіччя. Триває чума Юстиніана. У Східній Римській імперії продовжується правління Константа II. Значну частину колишніх візантійських земель захопили араби. Частина території Італії належить Візантії, на решті лежить Лангобардське королівство. Франкське королівство розділене між правителями з династії Меровінгів. Іберію  займає Вестготське королівство.  В Англії триває період гептархії. Авари та слов'яни утвердилися на Балканах. Центр Аварського каганату лежить у Паннонії. У Моравії існує перша слов'янська держава Само.
У Китаї триває правління династії Тан. Індія роздроблена. В Японії триває період Ямато. До володінь арабських халіфів належать Аравійський півострів, Сирія, Палестина, Персія, Єгипет, частина Північної Африки. Хазарський каганат підпорядкував собі кочові народи на великій степовій території між Азовським морем та Аралом.
На території лісостепової України в VII столітті виділяють пеньківську й празьку археологічні культури. У VII столітті продовжилося швидке розселення слов'ян. У Північному Причорномор'ї співіснують різні кочові племена, зокрема булгари, хозари, алани, авари, тюрки.

## Події
- 26 липня — Перша Фітна (перша ісламська громадянська війна): Сіффінська битва — війська під проводом халіфа Алі ібн Абі Таліба зійшлись у битві з повстанською армією сирійського губернатора Муавії. Сили Алі здобули перемогу, але після неї його покинули 12 тис. вояків, які були невдоволені тим, що Алі поклався на силу для збереження влади, дарованої йому Аллахом. Вони стали відомі, як хариджити.
- Розпочався понтифікат Віталія.
- Після смерті Хлодвіга II королем Нейстрії та Бургундії став при регентстві Батільди Хлотар III.

## Померли
- 2 червня — папа Євгеній I